# Kitagava Kója
Kitagava Kója (北川 航也; Hepburn: Kitagawa Kōya) (Sizuoka, 1996. július 26. –) japán válogatott labdarúgó, a japán Shimizu S-Pulse játékosa.

## Klub
2015-ben a Shimizu S-Pulse csapatához szerződött.

## Nemzeti válogatott
2018-ban debütált a japán válogatottban, melynek tagjaként részt vett a 2019-es Ázsia-kupán. A japán válogatottban eddig nyolc mérkőzést játszott.

## Statisztika
| Japán válogatott | Japán válogatott | Japán válogatott |
| Időszak          | Mérk.            | gól              |
| ---------------- | ---------------- | ---------------- |
| 2018             | 3                | 0                |
| 2019             | 5                | 0                |
| Összesen         | 8                | 0                |